# Jonny Evans
Jonathan Grant Evans, född 3 januari 1988 i Belfast, Nordirland, är en förre detta nordirländsk fotbollsspelare.
Evans värvades till Manchester Uniteds ungdomsakademi från moderklubben Greenisland FC. Han var under 2006 utlånad till belgiska Royal Antwerp och 2007 samt 2008 till Sunderland. 
Den 29 augusti 2015 värvades Evans av West Bromwich, efter nära 200 matcher för United. Den 8 juni 2018 värvades Evans av Leicester City, där han skrev på ett treårskontrakt. Den 31 december 2020 förlängde Evans sitt kontrakt i klubben fram till sommaren 2023.
Den 18 juli 2023 värvades Evans av klubben Manchester United på ett korttidskontrakt över försäsongen.

## Landslagskarriär
Evans debuterade i Nordirlands landslag i september 2006.